# Jamaame
Jamaame (aussi orthographié Jamame et Giamame) est une ville de Somalie, dans la région de Jubbada Hoose, dans le sud du pays.

## Géographie
Jamaame est située sur les rives de la Jubba, à quelque 30 km du rivage de l'océan Indien et à 55 km au nord de Kismaayo. Son altitude est de 10 m.

## Démographie
Jamaame a connu une explosion démographique au cours des dernières années. Sa population est passée de 22 000 habitants en 1988 à 192 000 habitants en 2009 (estimation).
La ville est peuplée de diverses ethnies somaliennes (Tunni, Sheekhaal, Biyomaal), d'Arabes originaires du Yémen et de Bantous.

## Histoire
Jamaame fut la capitale de la province de la Jubbada Hoose de 1968 à 1982.

## Économie
L'économie de la région de Jamaame, fertilisée par la Jubba, est principalement basée sur l'agriculture et plus précisément sur la culture de bananes. Le coton et les cacahuètes sont également cultivés. Les produits agricoles sont exportés par le port de Kismaayo.